# Mike McArthur
Michael McArthur, född 1938 utanför York, är en brittisk översättare. McArthur utbildade sig till lärare, och blev som pensionär mycket intresserad av svensk och i synnerhet värmländsk poesi.  Han har översatt flera svenska poeter till engelska, till exempel Gustaf Fröding, Anna Maria Lenngren, F. A. Dahlgren, Erik Gustaf Geijer, Oscar Stjerne och Esaias Tegnér Han har också samarbetat med och översatt de nutida värmländska poeterna Urban Andersson och Torleif Styffe som båda skriver på dialekt.

## Översättningar i urval
- Guitar and concertina (Gitarr och dragharmonika – Gustaf Fröding). Oak Tree Press 1997)
- New Poems (Nya dikter – Gustaf Fröding). Oak Tree Press 1998.
- Splashes and Patches (Stänk och flikar – Gustaf Fröding). Oak Tree Press 1998)
- New and old & Splashes from the grail (Nytt och gammalt & Gralstänk – Gustaf Fröding). Oak Tree Press 1998.
- Gleanings & Convalescence (Efterskörd & Reconvalescentia – Gustaf Fröding) .Oak Tree Press 1999).
- Poems of youth & Tall tales and adventures (Ungdomsdikter & Räggler å paschaser – Gustaf Fröding). Oak Tree Press 1999.
- Other Poems (Andra dikter – Gustaf Fröding). Oak Tree Press 1999.
- Värmland poems (Värmländska dikter – Gustaf Fröding). Oak Tree Press 2000. 100 poems of Anna Maria Lenngren. Oak Tree Press 2000.
- Urban Andersson: Poems. Oak Tree Press 2001.
- Fredrik of Ransäter: Ballads. Oak Tree Press 2001.
- Värmland in verse (Värmland antologi). Oak Tree Press 2002.
- Oss två emellan (Urban Andersson: Between you and me). Oak Tree Press 2003.
- Torleif Styffe: Poems of Torleif Styffe. Oak Tree Press 2003.
- Dan Andersson: Ballads. Oak Tree Press 2003.
- Dear Gustaf. Favourite poems of Gustaf Fröding. Oak Tree Press 2007
- Edvard Grieg: the Poems Behind His Songs. Oak Tree Press 2012

## Utmärkelser
- 2000 - Frödingmedaljen[1]